# Morti il 26 febbraio
| Questa pagina contiene informazioni ricavate automaticamente dalle voci biografiche con l'ausilio del template Bio e di un bot. L'aggiornamento è periodico e automatico e ricostruisce completamente la pagina. Se manca una persona in questa lista, sei pregato di non aggiungerla, ma accertati piuttosto che la sua voce biografica contenga il template Bio e che i dati anagrafici siano correttamente compilati. Se il template Bio manca, inseriscilo tu stesso o, in alternativa, metti l'avviso {{tmp\|Bio}} che ne segnala la mancanza. Se i dati riportati sono sbagliati, correggi direttamente la voce biografica; le modifiche saranno visibili in questa lista entro pochi giorni. Per chiarimenti vedi il progetto biografie. La lista contiene solo le 568 persone che sono citate nell'enciclopedia e per le quali è stato implementato correttamente il template Bio. Pagina aggiornata al 17 ago 2025. |

## IV secolo(1)
- 328 - Alessandro di Alessandria, vescovo e santo greco antico (n. 250)

## V secolo(1)
- 420 - Porfirio di Gaza, vescovo greco antico

## X secolo(2)
- 906 - Andrea da Cantiano, arcivescovo italiano
- 943 - Muirchertach mac Néill, re irlandese

## XI secolo(1)
- 1095 - Tutush I, sultano turco (n. 1066)

## XII secolo(2)
- 1154 - Ruggero II di Sicilia, re (n. 1095)
- 1154 - Tabrisi, letterato arabo (n. 1077)

## XIII secolo(3)
- 1266 - Manfredi di Sicilia, sovrano italiano (n. 1232)
- 1266 - Riccardo di Lauria, nobile italiano
- 1275 - Margherita d'Inghilterra, regina (n. 1240)

## XIV secolo(4)
- 1324 - Dino Compagni, politico, scrittore e storico italiano
- 1349 - Fatima bint al-Ahmar, principessa araba
- 1361 - Guglielmo I di Jülich, nobile
- 1386 - Margherita di Brieg, duchessa

## XV secolo(1)
- 1495 - Sigismondo di Bayreuth, nobile tedesco (n. 1468)

## XVI secolo(11)
- 1501 - Giacomo Coltrini, architetto e pittore italiano
- 1548 - Lorenzino de' Medici, politico, scrittore e drammaturgo italiano (n. 1514)
- 1552 - Heinrich Faber, compositore e cantore tedesco
- 1556 - Federico II del Palatinato, nobile (n. 1482)
- 1561 - Jorge de Montemayor, romanziere e poeta portoghese (n. 1520)
- 1565 - Francesco della Sega, italiano (n. 1528)
- 1577 - Erik XIV di Svezia, re svedese (n. 1533)
- 1587 - Giovanni Francesco Bonomi, vescovo cattolico italiano (n. 1536)
- 1587 - Maddalena di Lippe, nobildonna tedesca (n. 1552)
- 1591 - Vespasiano I Gonzaga, condottiero, politico e mecenate italiano (n. 1531)
- 1596 - Scipione di Manzano, umanista e letterato italiano (n. 1560)

## XVII secolo(19)
- 1603 - Maria di Spagna (n. 1528)
- 1605 - Giorgio III di Erbach-Breuberg, nobile tedesco (n. 1548)
- 1611 - Antonio Possevino, gesuita, scrittore e diplomatico italiano (n. 1533)
- 1625 - Anna Vasa, principessa svedese (n. 1568)
- 1627 - Giovanni Battista Lantana, architetto italiano (n. 1573)
- 1630 - Carlo Barberini, militare e nobile italiano (n. 1562)
- 1630 - William Brade, compositore, violinista e gambista inglese (n. 1560)
- 1632 - Cesare II Gonzaga, nobile italiano (n. 1592)
- 1638 - Claude-Gaspard Bachet de Méziriac, matematico francese (n. 1581)
- 1640 - Ferdinando Saracinelli, poeta e librettista italiano (n. 1583)
- 1640 - Giovanni Severano, religioso e scrittore italiano (n. 1562)
- 1650 - Claude Favre de Vaugelas, grammatico francese (n. 1585)
- 1653 - Tiberio Cenci, cardinale e vescovo cattolico italiano (n. 1581)
- 1656 - Valdemaro Cristiano di Schleswig-Holstein, conte danese (n. 1622)
- 1659 - Fabrizio Savelli, cardinale italiano (n. 1607)
- 1661 - Luigi di Cossé-Brissac, nobile francese (n. 1625)
- 1675 - Emanuele Tesauro, drammaturgo, retore e storico italiano (n. 1592)
- 1678 - Heinrich Kipping, filologo e storico tedesco
- 1683 - Lorenzo Mayers Caramuel, vescovo cattolico spagnolo (n. 1617)

## XVIII secolo(24)
- 1707 - Louis Cousin, traduttore, storico e avvocato francese (n. 1627)
- 1708 - Georges Focus, incisore, pittore e disegnatore francese
- 1711 - Claude Frassen, teologo e filosofo francese (n. 1620)
- 1723 - Thomas D'Urfey, drammaturgo e poeta britannico (n. 1653)
- 1726 - Massimiliano II Emanuele di Baviera, nobile (n. 1662)
- 1727 - Francesco Farnese, duca italiano (n. 1678)
- 1734 - Marianna Bulgarelli, soprano italiano (n. 1684)
- 1737 - Bartolomeo Pucci, vescovo cattolico italiano (n. 1673)
- 1742 - Charles Hope, I conte di Hopetoun, nobile scozzese (n. 1681)
- 1748 - Jean-Baptiste Landé, ballerino francese (n. 1697)
- 1757 - Paolo Benedetto Bellinzani, compositore italiano (n. 1682)
- 1757 - Maria Moninckx, pittrice e illustratrice olandese
- 1759 - Boris Grigor'evič Jusupov, politico russo (n. 1695)
- 1762 - Vitaliano Donati, medico, archeologo e botanico italiano (n. 1717)
- 1762 - Giovanni Michele Graneri, pittore italiano (n. 1708)
- 1763 - Federico di Brandeburgo-Bayreuth, principe (n. 1711)
- 1770 - Santi Pacini, fantino italiano
- 1770 - Giuseppe Tartini, violinista e compositore italiano (n. 1692)
- 1782 - José Cadalso, scrittore e militare spagnolo (n. 1741)
- 1795 - Jean-Martial Frédou, pittore, disegnatore e incisore francese (n. 1710)
- 1797 - Hermann Becker, giurista tedesco (n. 1719)
- 1797 - Ivan Grigor'evič Černyšëv, politico e ufficiale russo (n. 1726)
- 1797 - Augusto Filippo di Limburg-Stirum, vescovo cattolico e nobile tedesco (n. 1721)
- 1800 - Giovanni Barile, nobile italiano

## XIX secolo(76)
- 1801 - Angelo Maria Cortenovis, presbitero e archeologo italiano (n. 1727)
- 1802 - Girolamo Fenaroli Avogadro, politico italiano (n. 1754)
- 1802 - Esek Hopkins, ammiraglio statunitense (n. 1718)
- 1806 - Alexandre Dumas, generale francese (n. 1762)
- 1806 - Andrew Mitchell, ammiraglio britannico (n. 1757)
- 1808 - Domenico Maria Sala, architetto svizzero (n. 1727)
- 1811 - Mateo de Toro Zambrano, generale spagnolo (n. 1727)
- 1812 - Cosimo Morelli, architetto italiano (n. 1732)
- 1813 - Robert R. Livingston, avvocato, politico e diplomatico statunitense (n. 1746)
- 1814 - Johan Tobias Sergel, scultore svedese (n. 1740)
- 1815 - Federico Giosia di Sassonia-Coburgo-Saalfeld, nobile e generale tedesco (n. 1737)
- 1821 - François-Emmanuel Guignard de Saint-Priest, politico e diplomatico francese (n. 1735)
- 1821 - Joseph de Maistre, filosofo, politico e diplomatico italiano (n. 1753)
- 1821 - Giuseppe de Novaes, presbitero portoghese (n. 1736)
- 1823 - John Philip Kemble, attore teatrale e impresario teatrale inglese (n. 1757)
- 1825 - Baldeo Singh, indiano
- 1825 - Antonio Onofri, politico e diplomatico sammarinese (n. 1759)
- 1826 - Giuseppe Raffaelli, avvocato e giurista italiano (n. 1750)
- 1829 - Johann Heinrich Wilhelm Tischbein, pittore tedesco (n. 1751)
- 1830 - Joseph-Denis Odevaere, pittore fiammingo (n. 1775)
- 1834 - Serafino Grassi, avvocato e storico italiano (n. 1769)
- 1834 - Alois Senefelder, inventore e commediografo austriaco (n. 1771)
- 1839 - Angelo Dalmistro, presbitero e letterato italiano (n. 1754)
- 1839 - Sybil Ludington, patriota statunitense (n. 1761)
- 1841 - John Hancock Hall, inventore statunitense (n. 1781)
- 1845 - Domenico Gilardi, architetto svizzero (n. 1785)
- 1848 - Luigi Pini, cornista italiano (n. 1790)
- 1851 - Filippo Garretti di Ferrere, generale italiano (n. 1772)
- 1852 - Hélène Jégado, serial killer francese (n. 1803)
- 1852 - Daniel Murray, arcivescovo cattolico irlandese (n. 1768)
- 1853 - János Libényi, operaio ungherese (n. 1831)
- 1854 - Anastasio Cocco, scienziato italiano (n. 1799)
- 1855 - Charles Mansfield, chimico britannico (n. 1819)
- 1856 - Phillip Parker King, esploratore e naturalista australiano (n. 1791)
- 1857 - Jacob Whitman Bailey, naturalista e botanico statunitense (n. 1811)
- 1859 - Carl Ludwig Doleschall, aracnologo e entomologo ungherese (n. 1827)
- 1861 - Francis Adams, medico e traduttore scozzese (n. 1796)
- 1861 - Jacob Best, imprenditore tedesco (n. 1786)
- 1861 - Wojciech Chrzanowski, generale e cartografo polacco (n. 1793)
- 1864 - Gustavo Benso di Cavour, nobile e politico italiano (n. 1806)
- 1865 - Evgenij Petrovič Obolenskij, militare russo (n. 1796)
- 1866 - Nikolaj Aleksandrovič Serno-Solov'evič, scrittore e rivoluzionario russo (n. 1834)
- 1869 - Afzal ad-Dawlah, Asaf Jah V, principe indiano (n. 1827)
- 1869 - Ivan Ivanovič Gorbačevskij, militare russo (n. 1800)
- 1870 - Antonio Coppi, presbitero, storico e archeologo italiano (n. 1783)
- 1872 - Ignazio Costa della Torre, politico e magistrato italiano (n. 1789)
- 1872 - Salvatore De Renzi, medico e scrittore italiano (n. 1800)
- 1873 - Hieronim Kajsiewicz, presbitero polacco (n. 1812)
- 1874 - Vitaliano VIII Borromeo, nobile e naturalista italiano (n. 1792)
- 1875 - Robert William Buss, artista britannico (n. 1804)
- 1875 - Svetozar Marković, politico e scrittore serbo (n. 1846)
- 1876 - Luigi Luzzi, compositore italiano (n. 1824)
- 1878 - Alexandre Antigna, pittore francese (n. 1817)
- 1878 - Godefroy Brossais-Saint-Marc, cardinale e arcivescovo cattolico francese (n. 1803)
- 1878 - Juan María Gutiérrez, poeta argentino (n. 1809)
- 1878 - Angelo Secchi, gesuita, astronomo e geodeta italiano (n. 1818)
- 1880 - Franziska Möllinger, fotografa svizzera (n. 1817)
- 1880 - Charles William Russell, presbitero e saggista irlandese (n. 1812)
- 1880 - Pietro Selvatico, architetto, critico d'arte e storico dell'arte italiano (n. 1803)
- 1882 - Agostino Falconi, poeta e letterato italiano (n. 1816)
- 1882 - Patrick Neeson Lynch, vescovo cattolico statunitense (n. 1817)
- 1883 - Alexandros Koumoundouros, politico greco (n. 1817)
- 1884 - Panfilo Ballanti, avvocato e politico italiano (n. 1818)
- 1884 - Emmanuel Félix de Wimpffen, generale francese (n. 1811)
- 1887 - Anandi Gopal Joshi, medico indiano (n. 1865)
- 1889 - Karl Jul'evič Davydov, compositore, violoncellista e docente russo (n. 1838)
- 1889 - Paula Montal Fornés, religiosa e educatrice spagnola (n. 1799)
- 1890 - Wilhelm Gail, pittore tedesco (n. 1804)
- 1891 - Pietro Acclavio, politico italiano (n. 1814)
- 1891 - Fortuné du Boisgobey, romanziere francese (n. 1821)
- 1895 - Isidoro Santos Lozano Sirgo, pittore spagnolo (n. 1826)
- 1895 - Salvador de Iturbide y Marzán, principe messicano (n. 1849)
- 1896 - Arsène Houssaye, scrittore, poeta e letterato francese (n. 1815)
- 1898 - Emilio Sineo, avvocato e politico italiano (n. 1850)
- 1899 - Johann Bernhard von Rechberg und Rothenlöwen, politico tedesco (n. 1806)
- 1900 - Shinagawa Yajirō, politico giapponese (n. 1843)

## XX secolo(278)
- 1901 - Léonce Cohen, compositore e violinista francese (n. 1829)
- 1901 - Lucyna Ćwierczakiewiczowa, scrittrice polacca (n. 1829)
- 1902 - Walther Flender, alpinista e scrittore tedesco (n. 1880)
- 1903 - Émile Bescherelle, botanico francese (n. 1828)
- 1903 - Richard Jordan Gatling, inventore statunitense (n. 1818)
- 1903 - Samuel Tinsley, scacchista inglese (n. 1847)
- 1905 - Guy Boothby, scrittore australiano (n. 1867)
- 1905 - Martin Gosselin, diplomatico inglese (n. 1847)
- 1905 - Thomas Wemyss Reid, editore e biografo inglese (n. 1842)
- 1905 - Marcel Schwob, scrittore francese (n. 1867)
- 1906 - Giuseppe Licata, medico e politico italiano (n. 1851)
- 1906 - Eugenio Sansoni, politico italiano (n. 1828)
- 1906 - Thomas John Wood, generale statunitense (n. 1823)
- 1907 - Charles Alcock, calciatore, arbitro di calcio e crickettista inglese (n. 1842)
- 1907 - Friedrich Setz, architetto e ingegnere austriaco (n. 1837)
- 1907 - Stefano Stampa, nobile e scrittore italiano (n. 1819)
- 1908 - Adolf Kirchhoff, filologo classico e epigrafista tedesco (n. 1826)
- 1908 - Georg Dietrich August Ritter, ingegnere e astrofisico tedesco (n. 1826)
- 1908 - Shi Jidong, insegnante cinese (n. 1835)
- 1909 - Hermann Ebbinghaus, psicologo e filosofo tedesco (n. 1850)
- 1909 - Ciriaco María Sancha y Hervás, cardinale e arcivescovo cattolico spagnolo (n. 1833)
- 1910 - Henri d'Arbois de Jubainville, docente francese (n. 1827)
- 1911 - Domenico Primerano, militare e politico italiano (n. 1829)
- 1912 - Bernardino Caballero, militare e politico paraguaiano (n. 1839)
- 1912 - Eugène Carpezat, scenografo francese (n. 1836)
- 1913 - Angelo De Gubernatis, etnologo, linguista e orientalista italiano (n. 1840)
- 1913 - Felix Draeseke, compositore tedesco (n. 1835)
- 1914 - Pëtr Petrovič Semënov-Tjan-Šanskij, geografo, esploratore e statistico russo (n. 1827)
- 1914 - Pierre Souvestre, avvocato, giornalista e scrittore francese (n. 1874)
- 1915 - Cemile Sultan, principessa ottomana (n. 1843)
- 1915 - Francesco Lojacono, pittore italiano (n. 1838)
- 1916 - Tomasa Ortiz Real, religiosa spagnola (n. 1842)
- 1917 - George Cubitt, I barone Ashcombe, nobile e politico britannico (n. 1828)
- 1918 - Pietro Blaserna, fisico e politico italiano (n. 1836)
- 1918 - Giuseppe Ghislanzoni, aviatore italiano (n. 1897)
- 1920 - Pierre Auguste Roques, generale francese (n. 1856)
- 1921 - Carl Menger, economista austriaco (n. 1840)
- 1921 - Adolph Stöhr, filosofo, logico e docente austriaco (n. 1855)
- 1922 - Alois Höfler, filosofo e psicologo austriaco (n. 1853)
- 1922 - George Ker, calciatore scozzese (n. 1860)
- 1923 - George Clement Perkins, politico statunitense (n. 1839)
- 1924 - Isabella di Baviera, nobile tedesca (n. 1863)
- 1925 - Louis Feuillade, regista e sceneggiatore francese (n. 1873)
- 1927 - Karl Dehio, patologo tedesco (n. 1851)
- 1927 - Hermann Obrist, scultore svizzero (n. 1862)
- 1928 - Gunnar Setterwall, tennista svedese (n. 1881)
- 1929 - Catherine Potter, filantropa inglese (n. 1847)
- 1929 - Karl Friedrich Reiche, botanico tedesco (n. 1860)
- 1930 - Mary Whiton Calkins, psicologa e filosofa statunitense (n. 1863)
- 1930 - Rafael Merry del Val, cardinale, arcivescovo cattolico e diplomatico spagnolo (n. 1865)
- 1930 - Gaetano Reina, mafioso italiano (n. 1889)
- 1931 - Otto Wallach, chimico tedesco (n. 1847)
- 1932 - Arrigo Del Rigo, pittore e disegnatore italiano (n. 1908)
- 1932 - Alessandro Limongelli, architetto egiziano (n. 1890)
- 1932 - Albert Mathiez, storico francese (n. 1874)
- 1932 - Frank Watt, allenatore di calcio e arbitro di calcio scozzese (n. 1854)
- 1933 - Spottiswoode Aitken, attore scozzese (n. 1868)
- 1933 - Philipp Bauknecht, pittore tedesco (n. 1844)
- 1933 - Thyra di Danimarca, principessa danese (n. 1853)
- 1933 - Armando De Gregorio, compositore e arrangiatore italiano (n. 1866)
- 1933 - Thomas Watt Gregory, politico e avvocato statunitense (n. 1861)
- 1933 - Aleksandr Michajlovič Romanov, nobile russo (n. 1866)
- 1936 - Horace de Vere Cole, irlandese (n. 1881)
- 1936 - Carlo Fisogni, politico e tiratore a segno italiano (n. 1854)
- 1936 - Guglielmo Romiti, medico e anatomista italiano (n. 1850)
- 1936 - Saitō Makoto, politico giapponese (n. 1858)
- 1936 - Antonio Scotti, baritono italiano (n. 1866)
- 1936 - Takahashi Korekiyo, politico giapponese (n. 1854)
- 1938 - Aleksandr Valentinovič Amfiteatrov, scrittore russo (n. 1862)
- 1938 - Salvatore Giuliano, militare italiano (n. 1885)
- 1938 - Gustav Klucis, artista e fotografo lettone (n. 1895)
- 1939 - Arthur Philemon Coleman, geologo canadese (n. 1852)
- 1939 - Vlas Jakovlevič Čubar', politico sovietico (n. 1891)
- 1939 - Terence Keyes, ufficiale e diplomatico inglese (n. 1877)
- 1939 - Stanislav Kosior, politico sovietico (n. 1889)
- 1939 - Lewon Mirzoyan, politico sovietico (n. 1897)
- 1939 - Pavel Petrovič Postyšev, politico sovietico (n. 1887)
- 1940 - Washington Borg, commediografo maltese (n. 1866)
- 1940 - Michael Hainisch, politico austriaco (n. 1858)
- 1940 - Nicolae Tonitza, pittore, giornalista e critico d'arte rumeno (n. 1886)
- 1941 - Marco Calderini, pittore e scrittore italiano (n. 1850)
- 1941 - Ferdinando Nunziante di San Ferdinando, imprenditore, giornalista e politico italiano (n. 1863)
- 1942 - Tommaso Pio Boggiani, cardinale e arcivescovo cattolico italiano (n. 1863)
- 1942 - Thomas W. Lamb, architetto scozzese (n. 1870)
- 1942 - Francesco Nobilioni, politico, diplomatico e imprenditore italiano (n. 1847)
- 1942 - William Palmer, II conte di Selborne, nobile e politico inglese (n. 1859)
- 1943 - Michele Crisafulli Mondìo, politico italiano (n. 1881)
- 1943 - Theodor Eicke, generale tedesco (n. 1892)
- 1943 - Cesare Micheli, medico e politico italiano (n. 1866)
- 1943 - Janko Premrl, partigiano sloveno (n. 1920)
- 1943 - Victoriano de Santos, calciatore e allenatore di calcio spagnolo (n. 1906)
- 1944 - Giuseppe Fini, presbitero, compositore e organista italiano (n. 1877)
- 1944 - Richard Löwy, ingegnere e militare austro-ungarico (n. 1886)
- 1944 - Eugenio Perego, regista e sceneggiatore italiano (n. 1876)
- 1944 - Ciro Ravenna, chimico italiano (n. 1878)
- 1944 - Sergio Sabatini, partigiano italiano (n. 1925)
- 1944 - Pëtr Berngardovič Struve, economista, giurista e politico russo (n. 1870)
- 1944 - Xhelal Zogu, politico albanese (n. 1881)
- 1945 - Sharif el-Gariani, religioso libico (n. 1877)
- 1945 - Millard Harmon, generale statunitense (n. 1888)
- 1945 - Sanji Iwabuchi, ammiraglio giapponese (n. 1895)
- 1945 - Jenő Jenőfi, calciatore ungherese (n. 1912)
- 1945 - Giuseppe Rossi, presbitero italiano (n. 1912)
- 1946 - Reginald Engelbach, egittologo e archeologo britannico (n. 1885)
- 1946 - Emil Voigt, ginnasta e multiplista statunitense (n. 1879)
- 1947 - Adolfo Campetti, fisico italiano (n. 1866)
- 1947 - Antonino D'Agata, politico italiano (n. 1882)
- 1947 - Heinrich Häberlin, politico svizzero (n. 1868)
- 1947 - Alexander Löhr, generale austriaco (n. 1885)
- 1947 - Jonas Noreika, militare lituano (n. 1910)
- 1947 - Ben Webster, attore inglese (n. 1864)
- 1948 - Virginia Guerrini, mezzosoprano italiano (n. 1871)
- 1948 - Vijayaraji, principe indiano (n. 1885)
- 1949 - Francesco Ciusa, scultore italiano (n. 1883)
- 1950 - Gábor Szabó, calciatore ungherese (n. 1902)
- 1951 - Sabiha Kasimati, biologa albanese (n. 1912)
- 1952 - Ada Flatman, attivista britannica (n. 1876)
- 1952 - Hugo Hörtnagl, alpinista e medico austriaco (n. 1874)
- 1952 - Theodoros Pangalos, generale e politico greco (n. 1878)
- 1952 - Josef Thorak, scultore e artigiano austriaco (n. 1889)
- 1954 - Edoardo Nicolardi, poeta, paroliere e giornalista italiano (n. 1878)
- 1956 - Gabriele Jannelli, politico italiano (n. 1892)
- 1956 - Vincenzo Lante, politico italiano (n. 1879)
- 1956 - Mary Mersch, attrice statunitense (n. 1887)
- 1956 - Irvine Robertson, canottiere canadese (n. 1882)
- 1957 - Roger Vercel, scrittore francese (n. 1894)
- 1958 - Sven Klang, calciatore svedese (n. 1894)
- 1958 - Giovanni Roberti di Castelvero, generale e aviatore italiano (n. 1883)
- 1958 - Taikan Yokoyama, pittore giapponese (n. 1868)
- 1959 - Alexandra Duff, nobile inglese (n. 1891)
- 1959 - Julius Steger, attore, regista e sceneggiatore austriaco (n. 1886)
- 1960 - Aleksandar Belić, linguista, docente e scrittore serbo (n. 1876)
- 1960 - Luigi Gentile, militare e aviatore italiano (n. 1920)
- 1960 - Carl Harbaugh, attore, sceneggiatore e regista statunitense (n. 1886)
- 1960 - Gilles Bouhours, veggente francese (n. 1944)
- 1961 - Harry Bannister, attore statunitense (n. 1889)
- 1961 - Fritz Bechtold, alpinista e ingegnere tedesco (n. 1901)
- 1961 - Alberto Galateo, calciatore argentino (n. 1911)
- 1961 - Muhammad V del Marocco, sultano marocchino (n. 1909)
- 1961 - Uberto de Morpurgo, tennista italiano (n. 1896)
- 1963 - Eric Marshall, esploratore, medico e cartografo britannico (n. 1879)
- 1963 - Alfred Montagne, generale francese (n. 1881)
- 1964 - Luigi Berti, critico letterario, poeta e scrittore italiano (n. 1904)
- 1965 - Lotte Bergtel-Schleif, bibliotecaria tedesca (n. 1903)
- 1965 - Jimmie Lee Jackson, attivista statunitense (n. 1938)
- 1965 - Stewart Rome, attore inglese (n. 1886)
- 1965 - Julius Skutnabb, pattinatore di velocità su ghiaccio finlandese (n. 1889)
- 1965 - Władysław Starewicz, animatore e regista russo (n. 1882)
- 1966 - Richard Bell-Davies, ammiraglio e aviatore britannico (n. 1886)
- 1966 - Emiliano Chamorro Vargas, politico nicaraguense (n. 1871)
- 1966 - Vinayak Damodar Savarkar, politico, attivista e scrittore indiano (n. 1883)
- 1966 - Gino Severini, pittore e critico d'arte italiano (n. 1883)
- 1967 - Pier Arrigo Barnaba, politico e militare italiano (n. 1891)
- 1967 - Harry McNaughton, attore inglese (n. 1896)
- 1967 - Bob Millar, allenatore di calcio e calciatore scozzese (n. 1889)
- 1967 - Octacílio, calciatore brasiliano (n. 1909)
- 1967 - Giuseppe Paratore, avvocato e politico italiano (n. 1876)
- 1967 - Angelo Rossi, pittore italiano (n. 1881)
- 1967 - Max Taut, architetto tedesco (n. 1884)
- 1968 - Emanuele Guerrieri, politico italiano (n. 1900)
- 1968 - Arturo Lancellotti, scrittore e critico d'arte italiano (n. 1877)
- 1969 - Elwood Bredell, direttore della fotografia statunitense (n. 1902)
- 1969 - Chōsin Chibana, artista marziale giapponese (n. 1885)
- 1969 - Levi Eshkol, politico ucraino (n. 1895)
- 1969 - Karl Jaspers, filosofo e psichiatra tedesco (n. 1883)
- 1969 - Erwin Rauch, generale tedesco (n. 1889)
- 1970 - Milt Fankhouser, pilota automobilistico statunitense (n. 1915)
- 1970 - Ethel Leginska, musicista, compositrice e direttrice d'orchestra inglese (n. 1886)
- 1970 - Irina Aleksandrovna Romanova, principessa russa (n. 1895)
- 1971 - Tullio Carminati, attore italiano (n. 1895)
- 1971 - Nello Ciaccheri, ciclista su strada italiano (n. 1893)
- 1971 - Fernandel, attore, cantante e regista francese (n. 1903)
- 1971 - Cesare Martin, calciatore italiano (n. 1901)
- 1971 - Enric Martí i Carreto, avvocato, imprenditore e dirigente sportivo spagnolo (n. 1893)
- 1972 - Frederick Beck, lottatore britannico (n. 1883)
- 1973 - Jean Dries, pittore francese (n. 1905)
- 1973 - Antonín Fivebr, allenatore di calcio e calciatore cecoslovacco (n. 1888)
- 1974 - Ignacio Agustí Peypoch, scrittore e giornalista spagnolo (n. 1913)
- 1974 - Hendrika Johanna van Leeuwen, fisica olandese (n. 1887)
- 1974 - Pietro Omodei Zorini, avvocato, calciatore e arbitro di calcio italiano (n. 1893)
- 1974 - René de Possel, matematico francese (n. 1905)
- 1974 - Walter Stauffer, imprenditore e mecenate svizzero (n. 1887)
- 1975 - Antonio Messeni Nemagna, medico e politico italiano (n. 1924)
- 1975 - Alrik Sandberg, lottatore svedese (n. 1885)
- 1975 - Serafino Speranza, avvocato e politico italiano (n. 1884)
- 1976 - Efrem Forni, cardinale italiano (n. 1889)
- 1976 - Frieda Inescort, attrice scozzese (n. 1901)
- 1977 - Carlo Antognini, critico letterario, critico d'arte e editore italiano (n. 1937)
- 1977 - Natale Capellaro, ingegnere italiano (n. 1902)
- 1977 - Sherman Garnes, cantante statunitense (n. 1940)
- 1977 - Lotte Neumann, attrice, sceneggiatrice e produttrice cinematografica tedesca (n. 1896)
- 1977 - Bukka White, cantante e chitarrista statunitense (n. 1906)
- 1978 - Joseph Beresford, calciatore inglese (n. 1906)
- 1979 - Pasquale Cecchi, politico italiano (n. 1893)
- 1980 - Anthony John Arkell, archeologo, storico e egittologo britannico (n. 1898)
- 1980 - Mario Mattoli, regista, sceneggiatore e impresario teatrale italiano (n. 1898)
- 1981 - Robert Aickman, scrittore britannico (n. 1914)
- 1981 - Howard Hanson, compositore e direttore d'orchestra statunitense (n. 1896)
- 1981 - Don Koehler, statunitense (n. 1925)
- 1981 - Bud Lindenberg, cestista statunitense (n. 1909)
- 1981 - Mario Rotili, politico, storico e bibliotecario italiano (n. 1920)
- 1981 - Tatjana Sais, attrice, cabarettista e doppiatrice tedesca (n. 1910)
- 1981 - Ferenc Tóth, lottatore ungherese (n. 1909)
- 1982 - Felice Chilanti, partigiano, giornalista e scrittore italiano (n. 1914)
- 1982 - Teinosuke Kinugasa, regista e sceneggiatore giapponese (n. 1896)
- 1982 - Francisco Martínez Soria, attore spagnolo (n. 1902)
- 1982 - Augusto Maria Sisson, calciatore brasiliano (n. 1894)
- 1982 - Gabor Szabo, chitarrista ungherese (n. 1936)
- 1983 - Gaston Tschirren, calciatore svizzero (n. 1906)
- 1984 - Simone Berriau, attrice, cantante e produttrice cinematografica francese (n. 1896)
- 1985 - Leonardo David, sciatore alpino italiano (n. 1960)
- 1985 - Vincenzo Fagiuoli, dirigente pubblico italiano (n. 1894)
- 1985 - Camillo Giardina, politico e giurista italiano (n. 1907)
- 1985 - Tjalling Koopmans, economista olandese (n. 1910)
- 1986 - Georgette Berger, modella belga (n. 1901)
- 1986 - Aida Ivanovna Manasarova, regista sovietico (n. 1925)
- 1986 - Bruno Sereni, giornalista, scrittore e antifascista italiano (n. 1905)
- 1988 - Euclydes Barbosa, calciatore brasiliano (n. 1909)
- 1988 - Howard Mwikuta, calciatore e giocatore di football americano zambiano (n. 1941)
- 1989 - Roy Eldridge, trombettista statunitense (n. 1911)
- 1989 - Hans Klüver, compositore di scacchi tedesco (n. 1901)
- 1989 - Éloi Meulenberg, ciclista su strada belga (n. 1912)
- 1990 - Carlo Cammarota, pianista, compositore e direttore d'orchestra italiano (n. 1905)
- 1990 - Márvio dos Santos, pallanuotista brasiliano (n. 1934)
- 1990 - Julian Gascoigne, generale britannico (n. 1903)
- 1990 - Bruno Vailati, partigiano, regista e produttore cinematografico italiano (n. 1919)
- 1991 - Abraham Charité, sollevatore olandese (n. 1917)
- 1991 - Ángel Fernández Franco, criminale e attore spagnolo (n. 1960)
- 1991 - Slim Gaillard, cantante, polistrumentista e attore statunitense (n. 1916)
- 1992 - Alif Hajiyev, militare azero (n. 1953)
- 1992 - Manfred Horstmann, fisico tedesco (n. 1928)
- 1992 - Tofig Huseynov, militare azero (n. 1954)
- 1992 - Nietta Mordeglia, attrice italiana (n. 1894)
- 1992 - Gerrit Schulte, ciclista su strada e pistard olandese (n. 1916)
- 1993 - John Besford, nuotatore britannico (n. 1911)
- 1993 - Pina Carmirelli, violinista italiana (n. 1914)
- 1993 - Constance Ford, attrice e modella statunitense (n. 1923)
- 1993 - Emilio Gattoronchieri, calciatore italiano (n. 1912)
- 1993 - Giulio Oggioni, vescovo cattolico italiano (n. 1916)
- 1993 - Arthur Maria Rabenalt, regista austriaco (n. 1905)
- 1993 - Carl Solomon, poeta e scrittore statunitense (n. 1928)
- 1994 - Giovanni Firpo, ciclista su strada italiano (n. 1909)
- 1994 - Bill Hicks, comico, cabarettista e musicista statunitense (n. 1961)
- 1994 - Leopold Kohr, economista, giurista e politologo statunitense (n. 1909)
- 1994 - Sofka Skipwith, nobile, attivista e scrittrice russa (n. 1907)
- 1994 - Hamud bin 'Abd al-'Aziz Al Sa'ud, principe saudita (n. 1947)
- 1995 - Jack Clayton, regista inglese (n. 1921)
- 1995 - José Rumazo González, scrittore, storico e paleografo ecuadoriano (n. 1904)
- 1995 - Willie Johnson, chitarrista statunitense (n. 1923)
- 1995 - Aleksej Aleksandrovič Korenev, regista sovietico (n. 1927)
- 1995 - Maggiorino Mongero, calciatore italiano (n. 1911)
- 1995 - Franco Scaramelli, calciatore italiano (n. 1911)
- 1995 - Giannino Valli, cestista e allenatore di pallacanestro italiano (n. 1902)
- 1996 - James Barbagallo, pianista statunitense (n. 1952)
- 1996 - John Dalrymple, XIII conte di Stair, nobile scozzese (n. 1906)
- 1996 - Carlo Hauner, designer, architetto e pittore italiano (n. 1927)
- 1996 - Moisej Samuilovič Vajnberg, compositore sovietico (n. 1919)
- 1996 - Carlos Armando Wilson, calciatore argentino (n. 1912)
- 1997 - Nuccio Bertone, imprenditore italiano (n. 1914)
- 1997 - David Doyle, attore statunitense (n. 1929)
- 1997 - Vincent Gaddis, scrittore statunitense (n. 1913)
- 1997 - Giovanni Ghiselli, velocista italiano (n. 1934)
- 1998 - James Algar, regista, sceneggiatore e produttore cinematografico statunitense (n. 1912)
- 1998 - Jimmy Hagan, allenatore di calcio e calciatore inglese (n. 1918)
- 1998 - Dodi Moscati, cantautrice e giornalista italiana (n. 1942)
- 1998 - Theodore Schultz, economista statunitense (n. 1902)
- 1999 - Jean Coulomb, matematico e geofisico francese (n. 1904)
- 1999 - Annibale Frossi, allenatore di calcio, giornalista e calciatore italiano (n. 1911)
- 1999 - Samiba Khalil, attivista palestinese (n. 1924)
- 1999 - Gilda Musa, giornalista, poetessa e scrittrice italiana (n. 1926)
- 1999 - José Quintero, regista panamense (n. 1924)
- 1999 - Gualberto Titta, scrittore e attore italiano (n. 1906)
- 2000 - Egidio Chiarini, politico italiano (n. 1917)
- 2000 - Franz Fuchs, serial killer e terrorista austriaco (n. 1949)
- 2000 - Francesco Guarnaschelli, arbitro di calcio italiano (n. 1917)
- 2000 - Bill Holland, cestista statunitense (n. 1914)
- 2000 - Louisa Matthíasdóttir, pittrice islandese (n. 1917)
- 2000 - Giovanna di Savoia, principessa italiana (n. 1907)

## XXI secolo(145)
- 2001 - Dino Fragni, calciatore italiano (n. 1924)
- 2001 - Duke Nalon, pilota automobilistico statunitense (n. 1913)
- 2001 - Arturo Uslar Pietri, scrittore, politico e diplomatico venezuelano (n. 1906)
- 2002 - Ada Del Vecchio Guelfi, politica italiana (n. 1921)
- 2002 - Werner Grothmann, militare tedesco (n. 1915)
- 2002 - Greg Losey, pentatleta statunitense (n. 1950)
- 2002 - Hans Bernhard Meyer, presbitero austriaco (n. 1924)
- 2002 - Lawrence Tierney, attore statunitense (n. 1919)
- 2002 - Tony Young, attore statunitense (n. 1937)
- 2003 - Christian Goethals, pilota automobilistico belga (n. 1928)
- 2003 - Jaime Ramírez, calciatore cileno (n. 1931)
- 2003 - Othar Turner, musicista statunitense (n. 1907)
- 2004 - Harry Bartell, attore statunitense (n. 1913)
- 2004 - Giuseppe Ragazzini, linguista italiano (n. 1923)
- 2004 - Giuseppe Selvaggi, giornalista e poeta italiano (n. 1923)
- 2004 - Boris Trajkovski, politico macedone (n. 1956)
- 2004 - Ralph E. Winters, montatore canadese (n. 1909)
- 2005 - Stefano Bonfanti, poeta, traduttore e insegnante italiano (n. 1910)
- 2005 - Dorothy Dow, soprano statunitense (n. 1920)
- 2005 - Angelo La Bella, politico e partigiano italiano (n. 1918)
- 2005 - Paolo Moffa, regista, sceneggiatore e produttore cinematografico italiano (n. 1915)
- 2005 - Jef Raskin, programmatore statunitense (n. 1943)
- 2005 - Pierre Trabaud, attore, comico e doppiatore francese (n. 1922)
- 2006 - Nicola Neonato, pittore e scultore italiano (n. 1912)
- 2006 - Charlie Wayman, calciatore inglese (n. 1922)
- 2007 - Angelo Arcidiacono, schermidore italiano (n. 1955)
- 2007 - Sergio Pacelli, drammaturgo e regista cinematografico italiano (n. 1948)
- 2007 - Odile Redon, storica francese (n. 1936)
- 2007 - Virgil Vaughn, cestista e allenatore di pallacanestro statunitense (n. 1918)
- 2008 - Alberto Ciambricco, sceneggiatore italiano (n. 1920)
- 2008 - Robert Kraichnan, fisico statunitense (n. 1928)
- 2008 - Buddy Miles, batterista, cantante e compositore statunitense (n. 1947)
- 2008 - Ugo Poggi, imprenditore e dirigente sportivo italiano (n. 1929)
- 2008 - Dan Shomron, generale israeliano (n. 1937)
- 2009 - Ruth Drexel, attrice tedesca (n. 1930)
- 2009 - Red Kerr, cestista e allenatore di pallacanestro statunitense (n. 1932)
- 2009 - Henri Moulins, sollevatore francese (n. 1923)
- 2009 - Wendy Richard, attrice britannica (n. 1943)
- 2009 - Norm Van Lier, cestista e allenatore di pallacanestro statunitense (n. 1947)
- 2010 - Pietro Antonio Colazzo, militare e agente segreto italiano (n. 1962)
- 2010 - Richard Devon, attore statunitense (n. 1926)
- 2010 - Enzo Fragalà, avvocato e politico italiano (n. 1948)
- 2010 - Ugo Gregorin, calciatore italiano (n. 1925)
- 2010 - Ivajlo Kirov, cestista bulgaro (n. 1947)
- 2010 - Nujabes, disc jockey, compositore e arrangiatore giapponese (n. 1974)
- 2011 - Valerio Bertini, scrittore italiano (n. 1921)
- 2011 - Eugene Fodor, violinista statunitense (n. 1950)
- 2011 - Louis Gantois, canoista francese (n. 1929)
- 2011 - Maurice Guigue, arbitro di calcio e calciatore francese (n. 1912)
- 2011 - Allan Herskovic, tennistavolista jugoslavo (n. 1916)
- 2011 - Antonio Landolfi, politico e saggista italiano (n. 1930)
- 2011 - Arnošt Lustig, superstite dell'Olocausto e scrittore ceco (n. 1926)
- 2011 - Dean Ivor Richards, calciatore inglese (n. 1974)
- 2011 - Ramon Sugranyes i de Franch, attivista spagnolo (n. 1911)
- 2011 - Anna Maria Torniai, attrice italiana (n. 1931)
- 2011 - Roland Urban, slittinista cecoslovacco (n. 1940)
- 2012 - Árpád Fekete, allenatore di calcio e calciatore ungherese (n. 1921)
- 2012 - Giulio Girardi, presbitero, teologo e filosofo italiano (n. 1926)
- 2012 - Enrico Sirello, pittore italiano (n. 1930)
- 2013 - Marie-Claire Alain, organista, clavicembalista e compositrice francese (n. 1926)
- 2013 - Giovanni D'Ascenzi, vescovo cattolico e sociologo italiano (n. 1920)
- 2013 - Derek Jones, pastore protestante e politico britannico (n. 1927)
- 2013 - Dale Robertson, attore statunitense (n. 1923)
- 2014 - Gian Luigi Berti, politico e avvocato sammarinese (n. 1930)
- 2014 - Elena Bono, scrittrice, poetessa e traduttrice italiana (n. 1921)
- 2014 - Wayne Frye, canottiere statunitense (n. 1930)
- 2014 - Dezső Novák, allenatore di calcio e calciatore ungherese (n. 1939)
- 2014 - Luis Gomez Valdivieso, regista, scrittore e sceneggiatore spagnolo (n. 1948)
- 2015 - Arnol'd Bel'gardt, pistard sovietico (n. 1937)
- 2015 - Bob Braithwaite, tiratore a volo britannico (n. 1923)
- 2015 - Angelo Raffaele Dinardo, politico italiano (n. 1932)
- 2015 - Ron Foster, attore statunitense (n. 1930)
- 2015 - Antonietta Gallone Galassi, fisica italiana (n. 1928)
- 2015 - Earl Lloyd, cestista e allenatore di pallacanestro statunitense (n. 1928)
- 2015 - Branko Martinović, lottatore jugoslavo (n. 1937)
- 2015 - Remo Pennati, calciatore italiano (n. 1939)
- 2015 - Giacomo Rondinella, cantante e attore italiano (n. 1923)
- 2015 - Avijit Roy, scrittore e attivista bangladese (n. 1972)
- 2016 - Andy Bathgate, hockeista su ghiaccio e allenatore di hockey su ghiaccio canadese (n. 1932)
- 2016 - Eduardo García, calciatore uruguaiano (n. 1945)
- 2016 - Eri Klas, direttore d'orchestra estone (n. 1939)
- 2016 - Louise Rennison, scrittrice britannica (n. 1951)
- 2016 - Mark Turenshine, cestista statunitense (n. 1944)
- 2016 - Pia Zacco, attivista italiana (n. 1931)
- 2017 - Ljudvig Dmitrievič Faddeev, fisico e matematico russo (n. 1934)
- 2017 - Lester Randolph Ford Jr., matematico statunitense (n. 1927)
- 2017 - Eugene Garfield, linguista e editore statunitense (n. 1925)
- 2017 - Irvine Sellar, imprenditore britannico (n. 1934)
- 2017 - Oreste Tofani, sindacalista e politico italiano (n. 1946)
- 2018 - Robert Geldard, pistard britannico (n. 1927)
- 2018 - Benjamin Melniker, produttore cinematografico statunitense (n. 1913)
- 2018 - Gian Marco Moratti, imprenditore, dirigente sportivo e filantropo italiano (n. 1936)
- 2018 - Gary H. Posner, chimico statunitense (n. 1943)
- 2018 - Massimo Rastrelli, presbitero italiano (n. 1929)
- 2019 - Andy Anderson, batterista inglese (n. 1951)
- 2019 - Christian Bach, attrice e ballerina argentina (n. 1959)
- 2019 - Giuliano Soria, linguista e ispanista italiano (n. 1951)
- 2020 - Lamberto Bartolucci, generale e aviatore italiano (n. 1924)
- 2020 - Aroldo Cascia, politico italiano (n. 1937)
- 2020 - Betsy Byars, scrittrice statunitense (n. 1928)
- 2020 - İsgəndər Həmidov, politico azero (n. 1948)
- 2020 - Nexhmije Hoxha, politica albanese (n. 1921)
- 2020 - Rudolf Kassel, filologo classico tedesco (n. 1926)
- 2020 - Michael Medwin, attore e produttore cinematografico britannico (n. 1923)
- 2020 - Andrea Mugione, arcivescovo cattolico italiano (n. 1940)
- 2020 - Talal bin Sa'ud Al Sa'ud, principe, funzionario e dirigente sportivo saudita (n. 1952)
- 2021 - Ladislava Bakanic, ginnasta statunitense (n. 1924)
- 2021 - Ken Brady, cestista statunitense (n. 1952)
- 2021 - Ronald Gillespie, chimico britannico (n. 1924)
- 2021 - Aleksandr Klepikov, canottiere sovietico (n. 1950)
- 2021 - Gastone Lenzi, calciatore e allenatore di calcio italiano (n. 1927)
- 2021 - Hannu Mikkola, pilota di rally finlandese (n. 1942)
- 2021 - Horacio Moráles, calciatore argentino (n. 1943)
- 2021 - Michael Somare, politico papuano (n. 1936)
- 2021 - Odette Vollenweider, compositrice di scacchi svizzera (n. 1933)
- 2022 - Pietro Archiati, filosofo, scrittore e editore italiano (n. 1944)
- 2022 - Claudio Carafoli, attore teatrale e regista teatrale italiano (n. 1941)
- 2022 - Giampaolo Giuliani, italiano (n. 1947)
- 2022 - Gilbert Moevi, calciatore togolese (n. 1934)
- 2022 - Danny Ongais, pilota automobilistico statunitense (n. 1942)
- 2022 - Donald Walter Trautman, vescovo cattolico statunitense (n. 1936)
- 2022 - Harald Weinrich, linguista e filologo tedesco (n. 1927)
- 2023 - Torpekai Amarkhel, giornalista e attivista afghana (n. 1981)
- 2023 - Betty Boothroyd, politica britannica (n. 1929)
- 2023 - Alberto Mario González, calciatore argentino (n. 1941)
- 2023 - Terry Holland, cestista, allenatore di pallacanestro e dirigente sportivo statunitense (n. 1942)
- 2023 - Curzio Maltese, giornalista, scrittore e politico italiano (n. 1959)
- 2023 - Francisco Osorto, calciatore salvadoregno (n. 1957)
- 2023 - Gleb Pavlovskij, politologo, giornalista e attivista russo (n. 1951)
- 2023 - Shahida Raza, calciatrice e hockeista su prato pakistana (n. 1993)
- 2023 - Bob Richards, astista e politico statunitense (n. 1926)
- 2024 - Jorge Acuña, calciatore uruguaiano
- 2024 - Ole Anderson, wrestler statunitense (n. 1942)
- 2024 - Ernesto Assante, giornalista, critico musicale e blogger italiano (n. 1958)
- 2024 - Giuseppe D'Altrui, pallanuotista e allenatore di pallanuoto italiano (n. 1934)
- 2024 - Salah Larbès, calciatore algerino (n. 1952)
- 2024 - René Pollesch, regista teatrale, scrittore e drammaturgo tedesco (n. 1962)
- 2024 - Jacob Rothschild, IV barone Rothschild, banchiere britannico (n. 1936)
- 2024 - Jaakko Teppo, cantautore finlandese (n. 1953)
- 2025 - Terrance Johnson, cestista statunitense (n. 1982)
- 2025 - Hans Pirkner, calciatore austriaco (n. 1946)
- 2025 - Theodor Prinzing, magistrato tedesco (n. 1925)
- 2025 - Maria Gioia Tavoni, bibliografa italiana (n. 1939)
- 2025 - Graziella Tossi, politica italiana (n. 1938)
- 2025 - Michelle Trachtenberg, attrice e modella statunitense (n. 1985)